# 밀 Mi-2

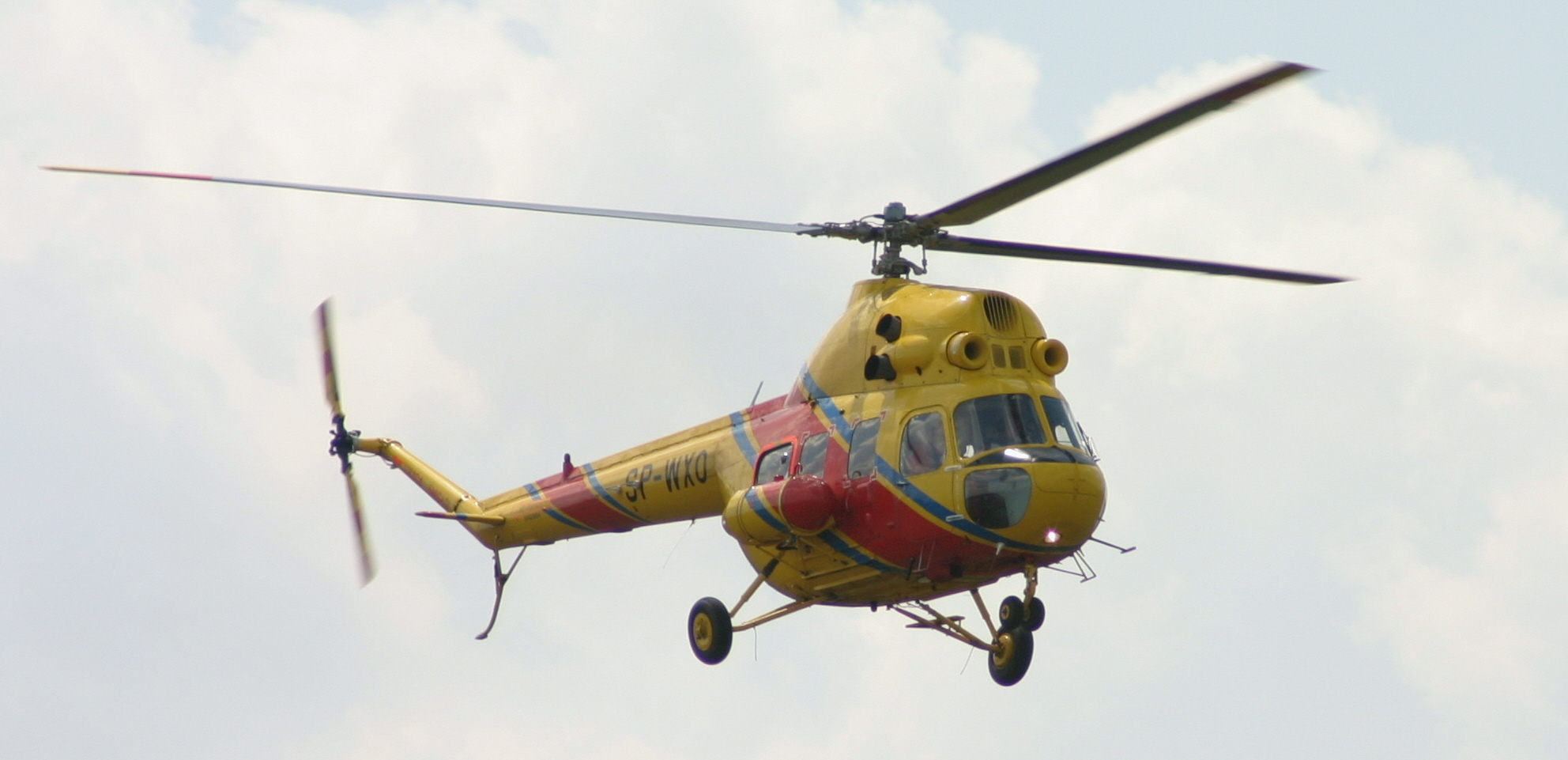
밀 Mi-2

밀 Mi-2(NATO 코드명: Hoplite)는 폴란드와 소련에서 개발된 헬리콥터이다. 57mm의 로켓과 23mm의 대포로 무장하여 근접한 공중 지원을 제공할 수 있는 소형의 가벼운 기동기로 제작되었다.

## 종류
V-2
첫번째 시제품.
V-2V
유인 프로토타입.
Mi-2 Platan
항공 기뢰 버전.
Mi-2A
Mi-2B
개선된 시스템, 항행 보조 도구가 장착된 중동 지역 수출 버전.
Mi-2Ch Chekla
화학적 정찰, 연막층 버전.
Mi-2D Przetacznik
R-111 라디오가 장착된 공중 명령 포스트.
Mi-2FM
측량 버전.
Mi-2P
승객/화물 버전으로 승객 6명을 수용할 수 있음.
Mi-2R
농업 버전.
Mi-2RL
지상 구조, 앰뷸런스 버전
Mi-2RM
2명이 사용할 수 있는 전기 윈치가 장착된 해양 구조 버전으로 뗏목을 떨어뜨릴 수 있다.
Mi-2Ro
카메라가 장착된 정찰 버전.
UMi-2Ro
정찰 훈련관 버전.
Mi-2RS Padalec
화학 물질 및 생물학적 유해 물질 정찰 버전.
Mi-2S
4개의 쓰레기와 승무원을 운반할 수 있을 만큼 제작된 에어 앰블런스 버전.
Mi-2Sz
이중 제어식 교육 버전.
Mi-2T
화물 수송 버전.
Mi-2U
이중 제어 교육 버전.

## 사양
- 승무원: 1명
- 용량: 승객 8명 또는 내부 화물 700kg (1,543 lb), 외부 800kg(1,764 lb)
- 길이: 11.40m (37ft 4¾ in)
- 로터 직경: 14.50m (47ft 6in)
- 높이: 3.75m (12ft 3½in)
- 디스크 영역: 165.13m² (1,777.44 ft²)
- 자체 중량: 2,372kg (5,218 lb)
- 적재 중량: 3,550kg (7,826 lb)
- 최대 이륙 중량: 3,700kg (8,157 lb)
- 엔진: 2 × PZL GTD-350P 터보 샤프트, 각각 298kW (400shp)

### 성능
- 최대 속도: 200km/h (108노트, 124mph)
- 범위: 440km (237 nmi, 273 mi, 최대 내부 연료, 예비 연료 없음)
- 실용 상승 한도: 4,000m (13,125 ft)
- 상승 속도: 4.5m/s (885 ft/min)
- 원판면하중: 22.41 kg/m² (4.59 lbs/ft²)
- 동력 전달 장치: 12.4kg/kg/kW (284마력)